# Bomkrash
Bomkrash Productions var en svensk musikproducentduo som bestod av Carl-Michael Herlöfsson (född 1962) och Jacob Hellner (född 1961). Deras produktiva period var mellan 1988 och 1996, bland de producerade kan nämnas Papa Dee, Just D, Rammstein och Fläskkvartetten.
Bomkrash gjorde remixer av låtar från bland annat Peter LeMarc, Roxette, Thåström/Imperiet och Just D.
Duon fick en Grammis 1993 som årets producent.